# オイ!! オバさん
『オイ!! オバさん』は、いづみかつきによる日本の漫画作品。秋田書店の『月刊少年チャンピオン』にて、2011年5月号から2015年5月号まで連載された。
大泉周辺を舞台に、主人公・沢田透と同い年で自分の叔母・安宅菅子が巻き起こすドタバタな日々を描いた学園コメディ。本作が始まる約1年半前に『月刊少年チャンピオン』に掲載された読み切り漫画『オイ!! オジさん』が元となっている。

## ストーリー
複雑な家庭事情を抱え持ち、家族や親類との関わりを避ける男子高校生の沢田 透は入学早々、“実の叔母”にあたる安宅 菅子の姿を目撃する。
しかも帰宅すると、菅子も既に引っ越したところで菅子との同居生活が始まることになる。
しかし菅子は中学時代、「メドゥーサ」と悪名を轟かせた伝説のヤンキーで、血縁者以外に「オバさん」呼ばわりされるとヤンキー時代の怒りを炸裂させてしまう、とんでもない秘密があった。
それから複雑な過去と秘密を持つ「オバさん」の菅子と甥っ子の透、透の想い人にして同級生の持田 愛や菅子のヤンキー時代の仲間の日下部 奏、ライバル（？）の足立 紅子などが絡むスリリングな日々が始まるのであった。

## 登場人物
登場人物や必殺技の名前は、『安宅家の人々』や『牡丹と薔薇』などといった昼ドラから取っている。

### 主要人物
沢田 透（さわだ とおる）
本作の主人公。東京都在住。一人称は「僕」。後述するような複雑な家庭事情のせいで幼いころにはからかわれたこともあり、両親や親戚が構ってくるのを何とか避けている。腕力は弱いものの、泣き虫と言われながらもその度ごとに立ち向かうくらいの勇気はある。
菅子と同級生になってからも同じように散々振り回されているが、登場人物の中では最も常識人にして一番のツッコミ役。だが、中盤から腹黒い一面を覗かせるようになったり、一度だけ母から受け継いだと思われるヤンキーの本能を露にし、自分に絡んだヤンキー達を威圧したこともあった。
しかし菅子との本当の関係を愛に知られたことで彼女から完全に避けるようになってしまったが、菅子に叱咤されて愛に思いを告げ、晴れて恋仲になる。
安宅 菅子（あたか すがこ）
透の同級生で、母方の叔母（明子の妹）。母（透の祖母）が50歳の時に生まれた。幼いころから一方的に透に好意を抱き、自分の通っている学校をサボっては透に会いに来ていた。
中学卒業までは千葉県在住。高校では明るい性格とその美少女ぶりで男子生徒に人気が有るが、中学時代までは狙われた相手が恐怖のあまり身体が動かなくなることから「メドゥーサ」と渾名され、不良少女の悪名を轟かせていた。女子生徒が友達同士で楽しく過ごしている姿を見て改心、高校入学後は透の許へ身を寄せて居候している。
不良少女だった過去を知られないように表面上はおしとやかに振る舞っているが、透以外の人間に「オバさん」と呼ばれる（あるいはそれを連想するような言葉を耳にする）と激怒して昔の不良少女時代のような姿となり、その相手を血祭りに挙げてしまう。
超メドゥーサ2（スーパーメドゥーサ2）
オバさんだけでなく、「オッさん」と呼ばれた菅子が感情を失うほどに大激怒して変身した姿。本来のメドゥーサとは異なり、自我を失い、自身をオッさん呼ばわりした者や自身の目に映った者達を次々と惨殺していくことから、透には「敵を殺すための殺戮マシーン」と称された。
初登場時は菅子が男装していた時で、内山と田中に絡んだヤンキー達の前で男装をやめたことでオッさん呼ばわりされ、覚醒。自身をオッさん呼ばわりしたヤンキー達を次々惨殺し、内山達を襲おうとしたが、猫の着ぐるみを着た透の姿を見た瞬間、正気に戻った。2度目の変身は桜子との一騎討ちの際に覚醒、3度目の変身は落ちてきたヘリコプターのドアに頭を打ち、記憶を失った際に覚醒した。

持田 愛（もちだ あい）
透の中学時代からの同級生。透にとってはあこがれの存在で、高校になってからは透ともたまに会話するなど徐々に距離を縮めているものの、それ以上に菅子とは（透との）恋愛に関する話題で意気投合し親しくなっている。成績優秀で、あまりの成績の悪さに補習寸前だった菅子に勉強を教えたこともある。正義感の強い性格で、肝の据わった一面を併せ持ち、中学時代から透をパシリに扱ってきた野口のことを軽蔑し毛嫌いしており、再び透をいじめようとした野口をきつく叱りつけたことで、愛から好かれられていたと勘違いした彼に大きなショックを与えた。また、隠れ巨乳でもある。
後に菅子が元ヤンだったと知るが、自身の父が元ヤクザだったこともあり偏見せずその後も変わらずに菅子と友達付き合いをしている。しかしその後、透と菅子が親戚関係であることを知り、透の中学時代の初恋相手という事実を菅子に突き付けられ、桜子からも今まで自分自身の恋に向き合わず他人の恋愛事かのように妄想して言い逃れしてきたことを見透かされてしまい、自己嫌悪に陥る形で透を完全に避けるようになってしまうが父の説得と菅子に叱咤された透の猛烈な告白を受け入れ、漸く透と接吻をして恋仲になる。稼業上、幼少時代から結婚不成立となったカップルを嫌でも幾多と見てきたことが、自分の恋愛事に関しては極度に奥手になるキッカケであった。
日下部 奏（くさかべ かなで）
菅子の中学時代からの不良少女仲間。「破壊神」の異名で恐れられていた。菅子が引退して普通の女の子になったことに怒り菅子の周辺の不良を襲撃する。ついには菅子と相対するが、逆に菅子から諭されてしまう。その後、菅子や透の通う高校へ転入すると同時に沢田家に居候の身となり、透の母の明子から「かなちゃん」と呼ばれて可愛がられるようになる。
口元がアヒル口であり、幼いころはそれが原因でいじめられていたためにコンプレックスとしているが、口元をマスクなどで隠すと人格が豹変し、金属バットで相手を再起不能になるまで殴打する凶暴な人物となる。一方で素は恥ずかしがり屋で人見知りが激しく、いじめられた経験もあって幼いころは菅子以外に友達がいなかった。教科書を丸々暗記してテストで満点を取り、写生大会で優秀賞を取るなど、多才な面も持つ。ハンバーガーが好物。
初登場時は革靴を履いていたが、それ以降は室内・屋外を問わず常に裸足であるが理由は不明。
最終回でハーバード大学に受かり、弁護士になるため法律の勉強をする見込み。
神呪布刃（しんじゅふじん）
目にも止まらぬ早さによるバット攻撃を繰り出す。他にも二刀流神呪布刃といったバリエーション技も存在する。

### 大泉学園高校
秋山 唯（あきやま ゆい）
透や菅子とは同級生で、クラスの学級委員をしている。泣きボクロが特徴で、警察官の父親に憧れ、格闘技にも没頭しその影響でルールを守ることには厳しい。そのため、菅子とはそりが合わなかったが臨海学校を通じて親しくなった。
甥のむーたんを溺愛しており、甥の前だと普段の厳格な性格とは考えられない程にデレデレしてしまう。菅子とは甥に関する話題で意気投合し、「オバ友」として友情が芽生え、菅子と共に圧倒的なパワーでむーたんをいじめたヤンキーたちをぶちのめした。
菅子とはオバ友となった関係から菅子と透の関係を知るが、唯本人は勿論誰にも喋らないと約束している。意外にも菅子を上回る戦闘能力を持っており、記憶喪失になった菅子を一度は倒すものの、記憶を取り戻すまでには至らなかった。
足立 紅子（あだち べにこ）
菅子が中学時代に何度もしつこく喧嘩を挑まれた不良少女。とは言いながら菅子相手に勝ったことは一度もなく、（菅子の恋人だと勘違いした）透を籠絡して菅子に一矢報いようとする。しかし、全ての真相を知られた挙句、菅子に鉄拳制裁を見舞われるところだったが、透が体を張って菅子を制止して何とかことなきを得る。これがきっかけで透に想いを寄せるようになり、その後は透や菅子の通う高校に転校してきたがバレンタインに銅像とも思わせる巨大チョコを作ってきても壊してしまって渡せなかったり、2年生進級時には三上と共に菅子達と違うクラスになったりと何かと空回りし、想いを伝えられずにいる。
表向きは完全無欠なお嬢様風に振る舞っているものの、本性は非常に腹黒いドSで、少しでも気に入らないことがあるとヤンデレのような言動を見せ、さらに0フレームで（オモチャの）ナイフを刺すなど残酷な性格の持ち主で、言葉遣いもかなり悪い。
2年生進級時では、透の気を引くために野球部マネージャーに就任する。本人もあまり乗り気ではないものの、部員達から気に入られている。三上に「最高のマネージャー」と気に入られ、一緒にアメリカに行ってしまい、透に思いを伝えることが出来なくなってしまった。その際、ヘリコプター内で暴れた時にドアを破壊し、それにより菅子が記憶喪失になる元凶になってしまう。その後、日本人少女で初めて、メジャーリーグの監督に就任した。
花沢 ぼたん（はなざわ ぼたん）
菅子と透達の後輩。大きな丸眼鏡が特徴のメガネっ娘で、菅子達からは「ハナちゃん」と呼ばれている。
中学卒業までは神奈川県在住。普段は何もない所で転ぶ程の天然ボケかつドジっ娘だが、中学時代は「黒バラのぼたん」と恐れられる神奈川最強のヤンキーで、千葉最強のヤンキーのメドゥーサと並んで不良少女の悪名を轟かせていた。
中学時代は目付きが悪かったためにあらゆるヤンキー達から目をつけられ、拳法の先生である祖母から教わった護身術で、防衛本能のままに次々と絡んでくるヤンキー達をなぎ倒してきたが、同じ中学の生徒達から化物扱いされて以来、自暴自棄となって喧嘩に明け暮れた結果、いつしか「黒バラのぼたん」と恐れられるようになった過去を持つ。中学卒業後は神奈川を出て、東京にいる祖母の元へ訪れ、その時祖母から譲り受けた眼鏡をかけ、高校では笑顔を絶やさない少女となった。極度のドジっ娘であるのは、眼鏡の度が合っていないのが原因。実は『銀河鉄道999』などの漫画やアニメが好き。
不良少女だった過去を知られないように表面上は笑顔を振る舞っているが、眼鏡を外してしまう（或いは何らかの理由で外れてしまう）と好戦的な性格に豹変し、色気を見せつけて相手を誘惑しながら血祭りに挙げていく。
黒バラのぼたんのモデルは壇蜜。
佐倉 桜子（さくら さくらこ）
菅子の中学時代からの不良少女仲間。中学2年生までは京都府在住、その翌年千葉に引越。自分と対等な強さを持つ相手が見つからず、ずっと孤独の身であった中で菅子とタイマンを行い、人生で初めて負けたことで仲間入りを果たす。
かつては「アシュラ」、「さくら心中」の悪名を持ち、メドゥーサと共に恐れられるヤンキーだった。引退した菅子の行方を追い、マナと共に大泉学園町にやってきたが菅子と相対して一時は圧倒するものの、逆に菅子から諭されて改心し後に菅子達と同じ高校に転校してきた。感情的になった際には関西弁が表に出る。また、転校以前から三上に恋心を抱いている。
普段はおしとやかに笑顔を振る舞う皆のお姉さんな存在だが、メス豚の一面があり、よく（主に三上絡みの妄想で）鼻血を噴き出すことが多い。友達思いな性格で、友達や自分の大切な人を傷付けられるとメドゥーサをも凌ぐ程の怒りを爆発させ、相手を血祭りに挙げていく。
志村 マナ（しむら マナ）
菅子の中学時代からの不良少女仲間で、桜子とは常に行動を共にする少女。
金髪ツインテールに小柄な容姿だが、恐ろしいほどの毒舌家。不良少女時代は肥満体型で「ブタ志村」と呼ばれていたが、喧嘩に明け暮れて減量しスリムになっている。後に桜子と共に改心し、菅子達と同じ高校に転校してきた。

#### その他の生徒
三上 祐樹（みかみ ゆうき）
野球部のエースで、女子から人気を誇るイケメン。完璧美少女だった菅子に一目ぼれして菅子にデートを申し込むが、何気ない言葉が菅子の逆鱗に触れ、剛速球をお見舞いされる。以後は、それをどう誤解したのかパンツ一丁→全裸で菅子にアタックするなど暴走気味になり変態と化すが、女子からモテることに変わりはなく、桜子から好意を寄せられるものの、彼女の想いには気付いていない様子。
最後は菅子に思いを伝えた後、紅子と一緒にヘリコプターでアメリカに渡って行き、その後、アメリカで最年少メジャーリーガーとなった。
竜崎（りゅうざき）
自称「四天王」。多数の部下を引き連れ、下級生を恐怖で支配している不良。過去にメドゥーサにやられて以来、彼女に恨みを抱いているが、中二病染みた言動で、メドューサの武勇伝を語った。一度は菅子に敗北すると同時にメドゥーサの正体を突き止めたが、その直後に菅子の行方を追う奏に倒された。
その後は山篭り修行で力をつけたが、菅子には敵わず再び敗北。その上、10ヵ月も学校を休んでいたせいで留年する羽目になった。
3度目に登場したときは修行の成果で浮遊能力を得たもののただ浮遊するだけで強くなっておらず、記憶を失い暴走していた菅子に三度敗北した。結局、最後まで諦めることはなかった。
野口（のぐち）
中学時代に透をパシリ扱いし、こき使っていた生徒。そのため透は野口が苦手で、トラウマになっている。中学時代の同級生だった愛に好意があったが、愛本人は透をいじめる野口を以前から軽蔑していた。
高校で透と再会した際、透が野口にいじめられていたことを知って怒った菅子の気迫に圧倒され、苦し紛れに菅子の前でメドゥーサの名を騙ったが、メドゥーサに恨みを抱く竜崎に絡まれ、偽者だとすぐにバレてしまい、自分の名を騙ったことに加え、陰で透をいじめていた野口に怒りを覚えた菅子の巧妙な手段で、竜崎にやられた挙げ句、菅子がメドゥーサ本人であると知り、恐怖のあまりここ数日ほどの記憶を失った。
その後再登場した際、透が菅子や奏、愛といった美少女たちと仲良くしていることに腹を立て、再び透に絡むも菅子たち元ヤンに囲まれた生活を送ってきた透からは雑魚同然として見下されてしまう。実は愛から軽蔑されていたことを知ってショックを受ける中、大泉学園工業のヤンキーたちに絡まれたところを透と菅子たちに助けられたことをきっかけに透と一応和解したが、その後も透からは極力避けられており、「ヤバい人達（菅子達元ヤン）とずっといたから」と平然と語る透に恐怖を覚えて以来、「ヤバい奴らに囲まれて可哀想」と羨ましく思わなくなった。
一条 貴俊（いちじょう たかとし）
通称「キモロンゲ」。常に本を読んで、他人を見下す態度をとるブサイクな学生。長い髪と不揃いの歯、「どゅふふふふ」という現実には発音不可能な不気味な笑い声が特徴。実は「幼女以外は絶滅してしまえばいい！」と豪語するほど重度のロリコンで、同い年や年上の女性をおばさん呼ばわりし、菅子をおばさん呼ばわりしたことで、菅子の怒りを買い鉄拳を喰らった。
その後理想の幼女と巡り会うべく、スタントマンとしての修行を日々を送り、ガクエンジャーのレッド役としてヒーローショーに出演するようになり、その時偶然遊園地のヒーローショーで菅子たちと再会して菅子に襲いかかるも、奏に成敗された。3度目は筋肉ムキムキになり、より気持ち悪い姿となって登場。竜崎やかつての店長同様全く反省しておらず、奏を無理やりさらって行こうとしたが要の「神呪布刃・真」により撃退された。
作者によると、あまりにも気持ち悪すぎて、読者から「2度と出さないでください」という意見が殺到したらしい。
内山 政司（うちやま せいじ）
菅子達の先輩でボランティア（→超ボランティア）部部長。ヒーロー物が好き。当初は目立たない存在だったが、菅子達が入部してきたことがきっかけで次第にクラスメイト達と打ち解けられるようになった。中学時代からクラスメイトの田中に想いを寄せており、自身と同じ境遇を持つ透と友情が芽生えた。
後に田中に告白したものの失敗に終わったが、その後菅子と同じ大学に合格し卒業と同時に菅子と結ばれた。
卒業後はあだ名で呼び合うほどのバカップルになるものの、ちょっとした勘違いから一度はグレてヤンキーになったが後に誤解が解けて元のバカップルに戻った（後に元の外見に戻っている）。
田中（たなか）
菅子達の先輩で内山のクラスメイト。内山が中学時代から想いを寄せている相手。後に内山に告白されるが、受験に集中したいからと断ってしまう。その後志望校に合格し、卒業と同時に内山と正式に結ばれた。
野嶋 香代（やじま かよ）、朝間 麗香（あさま れいか）
ぼたんのクラスメイトの二人組で、幼稚園のころからずっと一緒の幼馴染み同士。片側を少し結んだサイドテールで明るい性格の女子が香代、黒髪で落ち着いた雰囲気の女子が麗香。2人とも映画研究部所属。
ぼたんとは放課後のカラオケで親しくなり、その帰り道に酔っぱらいに絡まれたところを黒バラのぼたんに救われ、ぼたん（黒バラ）の戦う姿に惚れ込み、映画研究部でぼたんを主役とした映画を撮りたいと誘い、より友情を深めた。
磯野 ゆきお（いその ゆきお）
野球部所属で、三上の後輩。ぼたんに密かな好意を抱いて告白するが、告白の最中に絡んできたヤンキーたちをなぎ倒した黒バラのぼたんに誘惑され、ぼたんの色気で鼻血を吹き出し失神。その後「ぼたんの犬」としてMに目覚め、三上に次ぐド変態になってしまった。

### 沢田家
沢田 明子（さわだ あきこ） / 安宅 明子（あたか あきこ）※旧姓
透の母親で、菅子の姉。10代のころは手が付けられない不良少女で、15歳で自身の妊娠が発覚した際に母が妊娠していることを知った。その後透を産み、海外に出張して殆ど家に帰らない夫の留守を守りながら実質一人で息子を育てた。
最終回にて、第二子の妊娠が判明し、後に無事出産する。
沢田 一馬（さわだ かずま）
透の父親で菅子の義兄。現在はアフリカで獣医をしており、仕事の関係で滅多に家には帰らない故に自身の失言で妻の怒りを買って殴り倒されることが多い。息子の透を溺愛しており、義妹である菅子とは幼少のころから「色んな意味」で犬猿の仲。愛の父・団十郎とは昔からの知り合い。

### 安宅家
安宅 幸太郎（あたか こうたろう）
菅子と明子の弟で透の叔父。まだ赤ちゃんながらも目付きは鋭く、八重歯が特徴。
産まれてからずっと泣いたことはなく、初めて泣いたのは透と共に野良犬に襲われて噛みつかれそうになった時で、破壊力抜群の泣き声で野良犬を失神させたり、むーたんに突っかかってきたチーターくん（後述）を失神に追い込むほどの圧倒的な気迫を見せるなど、将来は菅子を越えるヤンキーになるのではないかと透を心配させている。
最終回の時点で年齢は2歳か3歳になっているが、まだ「あ」や「おい」しか喋れない。
爺ちゃん、婆ちゃん
透の祖父母で、菅子と明子と幸太郎の両親。明子とはよく喧嘩をしていた。夫婦仲は良好で、4人目の子供の妊娠も明らかになっている。

### 持田結婚相談所
持田 団十郎（もちだ だんじゅうろう）
愛の父。元ヤクザで、妻が娘の愛を産んだ直後に亡くなったのをきっかけに堅気となり、持田結婚相談所の社長を務めている。
強面な外見とは裏腹にパティシエの資格を持っており、フランス・イタリアなどのパティシエコンクールで優勝経験を持ち、バレンタインには手作りチョコレート料理教室を開いている。愛情を踏みにじる悪人は容赦なく成敗する。透の父・一馬とは昔からの知り合いで、若いころに傷を治してもらった。
持田 愛子（もちだ あいこ）
愛の母。元々病弱で、愛を産んだ直後に病死した。
従業員
持田結婚相談所の従業員たち。全員元ヤクザなので凶悪そうな顔をしているが、心は優しい。透からは「ヤクザさん」と呼ばれており、菅子を「姉御」、透を「坊ちゃん」と呼んでいる。団十郎同様、愛情を踏みにじる悪人は容赦なく成敗する。
一人を除いて個人の名前は不明。
店長（本名不明）
ゲスバーガーの店長（初登場時）。菅子たちにコスプレをさせて金儲けをしようと目論んだが、それを咎めたしずかを解雇させてオバさん呼ばわりし、そのことを耳にした菅子に成敗される。
その後は解雇され、しずかを恨みストーカー行為をするようになったが、再び菅子に成敗されてしまう。しかしその際、愛の説得で以前からしずかに好意を抱いてたことを告白するも、しずか本人に拒絶されてしまう。後に市民プールの監視員になったが、女性客を裸にしようと目論んで林兄弟を買収して利用するなどこの時点では全く懲りておらず、菅子と被害を受けた女性客たちに三度成敗された。その後はクリスマスで悪質な手段を使って内山たちカップルや家族達を狙ってきたが、愛の鉄拳を交えた叱咤によって遂に改心。のちに持田結婚相談所の従業員の一人になり、表情や性格が穏やかになった。
メドゥーサ化した菅子に何度もやられたのがトラウマになっているらしく、記憶喪失になった菅子と対面した際は多少怯えていたが、内山と共に記憶を失い暴走する菅子を止めようと透に助太刀するが、あっさり敗退する。

### その他の人物
むーたん
唯の甥（唯の兄の子供）で、3歳。頭のてっぺんのアホ毛と唯と同じ泣きボクロが特徴。ガクエンジャーのファンで、唯から溺愛されている。菅子達とは唯とガクエンジャーの映画を観に行った時に知り合い、特に奏を「おやびん」と呼び仲良くなった。
村上 しずか（むらかみ しずか）
菅子と奏のバイト先であるファーストフード店「ゲスバーガー」の先輩バイト。菅子の可愛さに惚れ込んだ店長が、菅子や愛にコスプレで接客させようとするなど無茶なことをやろうとするのを咎めた際に、店長からオバさん呼ばわりされる。それを耳にした菅子が怒りに任せて店長に鉄拳制裁し、店長は解雇・代わりにしずかが店長になった。
林兄弟（はやしきょうだい）
イタズラが大好きな双子の兄弟。3年前に母親を亡くしてから寂しい思いをしていたようで、海水浴に来る人にちょっかいを出していたが、菅子をクソババアと呼んだせいで海に投げつけられた。その後も文化祭やプールの回などにちょくちょく登場するが、学習能力がないのか懲りずにイタズラを仕掛けてくる。
海根 ツバサ（うみね ツバサ）
あだ名「ウミちゃん」。仲間を2人引き連れているチャラ男。夏祭りの時に菅子達をナンパして電話番号を聞き出そうとするものの無視された上、愛の気迫に圧倒されてしまい、奏を人質にしてまで電話番号を聞き出そうとしたが、奏の口を塞いだことが仇となり、奏に倒され退散した。
チーターくん
むーたんが通う幼稚園の園児。ガングロのギャル男のような格好をしている。運動会の日に仲間の不良園児と一緒になって意地悪をしていたが、偶然幼稚園に来ていた幸太郎の気迫に圧倒され失神する。本当は恥ずかしがりやな性格で、「遊ぼう」と言えずについ意地悪をしてしまっただけだった。その後、意地悪したことをむーたんに謝り、仲良くなった。
日下部 要（くさかべ かなめ）
奏の母親。職業は弁護士でヤンキーを「野蛮で下劣な存在」と見なしている。
なんでもお金で解決する性格で、「友達なんて一瞬、母親こそが永遠」と豪語し、「この子は天才なのよ」という理由で娘の奏をアメリカに無理やり連れて行こうとするなど、母親としての愛情は皆無に等しい冷たい心の持ち主。
多忙でいつも家にいないことから奏に寂しい思いをさせており、そのことから奏に「ママのいない家なんか嫌だ! 菅子と一緒がいい!」と言い放たれ、一度は嫌われてしまうが実は夫を亡くし、せめて娘だけでもと思っているうちに心が冷たくなってしまっただけで、前述の「ヤンキーなんて野蛮で下劣な存在」という言葉は、自身もかつては元ヤンで周りから冷たい目で見られていたのを恨んでいただけだった。その後、奏と和解し、アメリカ行きは奏が高校を卒業するまで待つことにした。
神呪布刃・真（しんじゅふじん・しん）
奏の神呪布刃を上回るバット攻撃。

ヤンキー達
作中では、元ヤンの菅子たちや現役ヤンキーの竜崎以外にも大泉学園工業のヤンキーや内山のクラスメイトなどをはじめとする、あらゆるヤンキーたちが登場している。何らかの形でストーリーに絡んでは、菅子たちの怒りを買って鉄拳制裁を喰らう（および血祭りに挙げられる）のがお約束になっている。
リュージ
自称「神奈川最強のヤンキー」。顔の左側にタトゥーを入れており、3人の仲間を引き連れている。ぼたんが偶然自分にぶつかってきたことが発端で、「連帯責任」と称して超ボランティア部入部希望の男子達に怒りの矛先を向けた上、菅子に絡んできたが、真の神奈川最強のヤンキーである黒バラのぼたんによって仲間もろとも血祭りに挙げられた。
松本零士
第28話「まんがのまち」にてゲスト出演した漫画家。作者のいづみかつきと対談もしている（単行本第7巻に収録）。

## 用語

### 学校
大泉学園高校（おおいずみがくえんこうこう）
透や菅子や愛をはじめとした主要人物達が通う高校。女子はブレザー、男子は学ランの制服で統一されている。
作中では、千葉最強のヤンキーの菅子や神奈川最強のヤンキーのぼたんなどといった、元ヤンたちが集うことから透からは陰で「ヤンキー呼んじゃうスポット」と呼ばれている。
作中、元ヤンで入学してきたのは安宅菅子、花沢ぼたん。途中で転校してきたのは日下部奏、足立紅子、佐倉桜子、志村マナ。
大泉学園工業（おおいずみがくえんこうぎょう）
男子校。制服は学ランでヤンキーが多く、男子校であるゆえに2月と12月は特に荒れていると知られており、ほとんどが勝ち組の人間を死ぬほど嫌っている。
作中では6巻のバレンタインの回で4人組のヤンキーが初登場し、菅子に贈る誕生日プレゼント用のチョコを持っていた透と奏に絡み、奏のチョコを破壊する。だが、チョコを壊されて激昂した奏と愛情を踏みにじることを許さない団十郎と従業員達の逆鱗に触れ、問答無用で成敗された。
その後も4人とは別のヤンキー達が幾度なく登場するが、最強の元ヤンの菅子達に遭遇しては必ずろくな目に遭わない。

### 部活動
ボランティア部 → 超（スーパー）ボランティア部
菅子達が入部した部活。当初は部員が内山だけで部活として目立たなかったが、菅子達が入部してきたことで正式な部活動として認められる。その後、菅子達の活躍のおかげで名が知られ、周囲からも絶賛されるようになった。
活動内容は基本的には委員会や他の部活動のお手伝い、町内の美化活動としてゴミ拾いなどを行ってるが、相談によっては通学路に戯れる不良達を追い払うなど、危険なことまで行う。
当初は内山が部長だったが卒業に伴い、菅子が部長に就任。菅子たちの進級時には花沢ぼたんと30名もの男子たちが仮入部にやって来たが、男子全員は単に女目当てなだけで真面目に仕事をしようとせず、菅子から気にかけられるぼたんを一方的に目の敵にしていた他、ゴミ拾いをサボろうとして菅子に咎められたのをぼたんのせいにして「女は美人だけでいい」などと理不尽な差別でぼたんを追い出そうとしたが、偶然出くわしたリュージ（前述）たちヤンキーに因縁をつけられ、恐れをなして男子全員が逃亡。正式に入部したのはぼたんのみとなった。
所属部員は内山政司（部長→後に卒業）、沢田透、安宅菅子（新部長）、日下部奏、持田愛、足立紅子、花沢ぼたん。
野球部
三上が所属する部活。三上が変態化してからは実力をつけ、甲子園で優勝するほどになった。
所属部員は三上祐樹、磯野ゆきお。途中から紅子がマネージャーに就任する。
空手部
秋山が所属する部活。唯は菅子に超ボランティア部に誘われた際、空手部との掛け持ちで入部しようか悩んでいた。
映画研究部
野嶋香代と朝間麗香が所属する部活。部員達で映画を作っている。自分達に絡んできた酔っぱらい達を瞬殺した黒バラのぼたんのアクションに惚れ込んだ香代と麗香がぼたんを主役とした映画を撮りたいと誘った。

### その他
ゴーゴン
中学時代、菅子が総長を務めていたレディース。菅子が総長を務めていたころから様々な悪事の限りを尽くしてきたが、マナと桜子が改心したことで、解散した。
当時の所属メンバーは安宅菅子（総長）、日下部奏（副総長）、佐倉桜子、志村マナ。
持田結婚相談所
ヤクザであった愛の父・団十郎が娘の愛を出産すると同時に妻の愛子を亡くしたのをきっかけに堅気となり、開業した結婚相談所。
バレンタインデーには、団十郎と従業員達の指導による手作りチョコレート料理教室が開かれている。
ゲスバーガー
菅子や透達のバイト先のファストフード店。
当初は菅子や愛の可愛さに惚れた店長がコスプレで荒稼ぎしようと企むも、それを咎めたしずかをオバさん扱いしたことで菅子の怒りを買いながら成敗されて解雇となり、しずかが新しく店長に就任した。
大泉戦隊ガクエンジャー
大泉学園町のご当地ヒーロー。作中では映画やヒーローショーも公開されており、グッズも発売されている。奏やむーたんはこの作品のファン。

#### フィルター
作中では先パイビジョン以外の殆どが透専用にかかるフィルターで登場する。
オバさんビジョン
菅子の特殊なフィルター。このフィルターのせいで、菅子には透が未だに赤ちゃんに見えている。
先パイビジョン
ぼたんや後輩専用にかかる菅子のもう一つの特殊なフィルター。このフィルターによって、菅子にはぼたんや後輩達が小学生に見えている。

パパビジョン
一馬の特殊なフィルター。このフィルターのせいでオバさんビジョン同様、一馬には透が未だに赤ちゃんに見えている。
オバ友ビジョン
菅子のオバ友の唯の特殊なフィルター。このフィルターによって、唯には透が赤ちゃんに見えている。
紅子ビジョン
紅子の特殊なフィルター。このフィルターによって、紅子には透が某世紀末伝説の戦士に見えている。
オジさんビジョン
幸太郎の特殊なフィルター。このフィルターによって、オバさんビジョンやパパビジョン同様、幸太郎には透が赤ちゃんに見えている。

## 書誌情報
- いづみかつき『オイ!! オバさん』 秋田書店〈少年チャンピオン・コミックス〉、全12巻
  1. 2011年9月8日発売 ISBN 978-4-253-21690-6
  2. 2011年12月8日発売 ISBN 978-4-253-21691-3
  3. 2012年4月6日発売 ISBN 978-4-253-21692-0
  4. 2012年8月8日発売 ISBN 978-4-253-21693-7
  5. 2012年12月7日発売 ISBN 978-4-253-21694-4
  6. 2013年4月8日発売 ISBN 978-4-253-21695-1
  7. 2013年9月6日発売 ISBN 978-4-253-21696-8
  8. 2014年1月8日発売 ISBN 978-4-253-21697-5
  9. 2014年5月8日発売 ISBN 978-4-253-21698-2
  10. 2014年9月8日発売 ISBN 978-4-253-21699-9
  11. 2015年1月8日発売 ISBN 978-4-253-21700-2
  12. 2015年5月8日発売 ISBN 978-4-253-21701-9